# روبير غيديغيان
روبير غيديغيان (بالفرنسية Robert Guédiguian) هو مخرج سينمائي فرنسي مشهور من أصل أرمني مولود في مرسيليا، فرنسا.

## أفلامه
- 1980 : Dernier Été
- 1985 : Rouge Midi
- 1985 : Ki lo sa ?
- 1989 : Dieu vomit les tièdes
- 1993 : L'argent fait le bonheur
- 1995 : À la vie, à la mort !
- 1997 : Marius et Jeannette
- 1998 : À la place du cœur
- 2000 : À l'attaque !
- 2000 : La ville est tranquille
- 2002 : Marie-Jo et ses deux amours
- 2004 : Mon père est ingénieur
- 2005 : Le Promeneur du Champ-de-Mars
- 2006 : Le Voyage en Arménie
- 2008 : Lady Jane
- 2009 : L'Armée du crime
- 2011 : Les Neiges du Kilimandjaro
- 2021 : Twist à Bamako

## وصلات خارجية
- روبير غيديغيان على موقع IMDb (الإنجليزية)
- روبير غيديغيان على موقع قاعدة بيانات الأفلام العربية
- روبير غيديغيان على موقع ألو سيني (الفرنسية)
- روبير غيديغيان على موقع أول موفي (الإنجليزية)
- روبير غيديغيان على موقع قاعدة بيانات الأفلام السويدية (السويدية)
- روبير غيديغيان على موقع قاعدة بيانات الفيلم (الإنجليزية)
- روبير غيديغيان على موقع كينوبويسك (الروسية)